# Karangindah
Karangindah is een bestuurslaag in het regentschap Bekasi van de provincie West-Java, Indonesië. Karangindah telt 3018 inwoners (volkstelling 2010).